# Степновский сельсовет (Крым)
Степновский сельский совет (укр. Степнівська сільська рада, крымскотат. Muniy köy şurası), согласно законодательству Украины — административно-территориальная единица в составе Первомайского района Автономной Республики Крым.
Население по переписи 2001 года — 2396 человек.
К 2014 году состоял из 2 сёл:
- Степное
- Крыловка (в 10 км к северо-западу от центра)

## История
Между 1974 годом, когда он ещё не существовал и 1977 годом, когда уже записан в справочнике «Крымская область. Административно-территориальное деление на 1 января 1977 года», был образован Степновский сельсовет. С 12 февраля 1991 года сельсовет в восстановленной Крымской АССР, 26 февраля 1992 года переименованной в Автономную Республику Крым. С 21 марта 2014 года — аннексирован Россией. Законом «Об установлении границ муниципальных образований и статусе муниципальных образований в Республике Крым» от 4 июня 2014 года территория административной единицы была объявлена муниципальным образованием со статусом сельского поселения.